# 후안 세미나리오
후안 로베르토 세미나리오 로드리게스(스페인어: Juan Roberto Seminario Rodríguez, 1936년 7월 22일, 피우라 ~)는 페루의 전 축구 선수로 페루 역사상 가장 중요한 스트라이커로 손꼽힌다. "광인"(El Loco)이라는 별칭으로 알려진 그는 1961-62 시즌 라 리가에서 사라고사 역사상 최초이자 현재까지 마지막으로 "트로페오 피치치"의 주인공이 된 선수였다.
그는 여러 구단에서 활동했는데, 특히 스페인의 사라고사와 바르셀로나, 포르투갈의 스포르팅 리스본 외에도 이탈리아의 피오렌티나에서 활약했다. 이 중 그는 바르셀로나 소속으로 1965-66 시즌 인터시티스 페어스컵 우승을 거두었다.

## 경력
세미나리오는 1954년에 데포르티보 무니시팔에서 현역 무대 첫 걸음을 떼었고, 이 구단 소속으로 1959년까지 활약했다. 그동안 세미나리오는 페루 국가대표팀 경기에 19번 출전했다. 1959년 5월 17일, 그는 리마에서 4-1로 이긴 잉글랜드와의 경기에서 해트트릭을 완성시키기도 했다.
1959년, 세미나리오는 유럽으로 건너가 포르투갈의 스포르팅 리스본에 입단하여 50경기에 출전해 21골을 기록했고, 리마 급행열차(Expresso de Lima)의 별명이 붙었다.
1961년, 그는 스페인의 사라고사로 이적하여 1961-62 시즌에 30번의 라 리가 경기에서 25골을 기록해 트로페오 피치치의 주인공이 되었다. 이탈리아로 매각되기 전에 그는 사라고사의 8번의 경기에 더 출전해 8골을 추가했다.
1963년, 그는 이탈리아의 피오렌티나로 이적했다가 1964년에 바르셀로나로 둥지를 옮겨 스페인 무대로 복귀했는데, 그는 1965-66 시즌에 인터시티스 페어스컵을 우승한 선수단의 주역이 되었다. 세미나리오는 사바델에서 말년을 보내다가 1969년에 다시 페루로 돌아가 아틀레티코 그라우에서 은퇴했다.

## 수상

### 클럽
바르셀로나
- 인터시티스 페어스컵: 1965-66

### 개인
- 트로페오 피치치: 1961-62

## 경력 통계
| 클럽 경력 | 클럽 경력           | 클럽 경력 | 리그 | 리그 | 컵   | 컵 | 대륙 | 대륙 | 합계 | 합계 |
| 시즌      | 구단                | 국가      | 출장 | 골   | 출장 | 골 | 출장 | 골   | 출장 | 골   |
| 1954–1959 | 데포르티보 무니시팔 | 페루      | 80   | 28   | –    | –  | –    | –    | 80   | 28   |
| 1959–1961 | 스포르팅 리스본     | 포르투갈  | 42   | 18   | 8    | 3  | –    | –    | 50   | 21   |
| 1961–1962 | 사라고사            | 스페인    | 38   | 33   | 9    | 3  | 2    | 0    | 49   | 36   |
| 1962–1964 | 피오렌티나          | 이탈리아  | 47   | 15   | 5    | 4  | –    | –    | 52   | 19   |
| 1964–1967 | 바르셀로나          | 스페인    | 36   | 15   | 2    | 1  | 8    | 4    | 46   | 20   |
| 1967–1969 | 사바델              | 스페인    | 35   | 9    | ?    | ?  | –    | –    | 35   | 9    |
| 1969–1970 | 아틀레티코 그라우   | 페루      | ?    | ?    | –    | –  | –    | –    | ?    | ?    |
| 합계      | 합계                | 합계      | 278  | 118  | 24   | 11 | 10   | 4    | 312  | 133  |